# 罗恩·伍德鲁夫
罗纳德·迪克森·伍德鲁夫（英語：Ronald Dickson Woodroof，1950年2月3日—1992年9月12日）是一位美国人，他于1988年3月创建了后来被称为达拉斯买家俱乐部的组织，这个组织是伍德鲁夫在1985年得知自己感染了人類免疫缺陷病毒并被诊断出患有艾滋病后创建的。是当时涌现出的几个艾滋病买家俱乐部之一。伍德鲁夫在人们对艾滋病了解甚少的情况下努力寻找和分发治疗艾滋病的药物。
他因美国食品药品监督管理局禁用他正在使用的药物肽T而起诉该机构。伍德鲁夫生前最后几年的发生的故事后来被改编为2013年电影《达拉斯买家俱乐部》。